# Hyposoter rapacitor
Hyposoter rapacitor är en stekelart som beskrevs av Aubert 1971. Hyposoter rapacitor ingår i släktet Hyposoter och familjen brokparasitsteklar. Inga underarter finns listade i Catalogue of Life.